# نیکی هیلی
نیکی هِیْلی (به انگلیسی: Nikki Haley) (نام هنگام تولد: نمراتا نیکی راندوا (به انگلیسی: Nimarata Nikki Randhawa) (زادهٔ ۲۰ ژانویهٔ ۱۹۷۲) سیاستمدار و دیپلمات آمریکایی است که از ۲۰۱۷ تا ۲۰۱۸ سفیر ایالات متحده آمریکا در سازمان ملل متحد بود. هیلی عضو حزب جمهوری‌خواه است و نخستین آمریکایی هندی به‌شمار می‌رود که در کابینهٔ ریاست‌جمهوری خدمت کرده‌است.
پیش از این مقام، هیلی از ژانویهٔ ۲۰۰۵ تا ژانویهٔ ۲۰۱۱ نمایندگی شهرستان لکزینگتن را در مجلس نمایندگان کارولینای جنوبی بر عهده داشت. سپس از ژانویهٔ ۲۰۱۱ تا ژانویهٔ ۲۰۱۷ میلادی، به مقام یکصد و شانزدهمین فرماندار ایالت کارولینای جنوبی انتخاب شد.
هیلی اولین زنی بود که به مقام فرمانداری در کارولینای جنوبی رسید. همچنین، او پس از بابی جیندال، دومین فرماندار هندی-امریکایی در ایالات متحده بود. او، در طول دوران فرمانداری، جوان‌ترین فرماندار در ایالات متحده بود. او در نوامبر ۲۰۱۰ برای در اختیار گرفتن سمت فرمانداری ایالت کارولینای جنوبی نامزد انتخابات شد و مورد حمایت میت رامنی، سارا پیلین و جنبش تی پارتی قرار گرفت و در انتخابات پیروز شد. سپس در نوامبر ۲۰۱۴ نیز وی مجدداً به سمت فرماندار ایالت کارولینای جنوبی انتخاب شد.
هیلی از سال ۲۰۱۷ تا ۲۰۱۸ به عنوان سفیر ایالات متحده آمریکا در سازمان ملل متحد فعالیت کرد. او با رأی ۹۶ به ۴ مجلس سنای ایالات متحده آمریکا برای انتصاب به این سمت مورد تأیید قرار گرفت و در ژانویه ۲۰۱۷ سوگند خورد. در پی بحران ۲۰۱۷–۲۰۱۸ کره شمالی، او تمایل ایالات متحده به استفاده از نیروی نظامی در پاسخ به آزمایش‌های موشکی بیشتر کره شمالی را مورد تأیید قرار داد. او قویاً از اسرائیل در شورای امنیت سازمان ملل متحد حمایت کرد، و رهبری تلاش‌ها برای خروج آمریکا از شورای حقوق بشر سازمان ملل متحد را برعهده گرفت. او داوطلبانه در ۳۱ دسامبر ۲۰۱۸ از سفیری کناره گرفت.
هیلی کمپین ریاست‌جمهوری خود را در فوریهٔ ۲۰۲۳ اعلام کرد. او و ترامپ تنها نامزدهای اصلی شرکت‌کننده در انتخابات مقدماتی جمهوری‌خواهان شدند. هیلی کمپین خود را در ۶ مارس ۲۰۲۴ به حالت تعلیق درآورد.

## زندگی
نیکی هیلی در ۲۰ ژانویه ۱۹۷۲ در بامبرگ، کارولینای جنوبی در خانواده‌ای سیک متولد شد. والدینش مهاجرانی از پنجاب، هند بودند. او دو برادر و یک خواهر دارد.
وی دانش‌آموخته رشته حسابداری در مقطع کارشناسی از دانشگاه کلمسون است. با پیوستن به کسب و کاری که مادرش در زمینه تولید پوشاک زنانه راه انداخته بود، توانست به همراه خانواده به موفقیت تجاری و اقتصادی دست پیدا کند. در سال ۱۹۹۸ به عضویت هیئت مدیره اتاق بازرگانی شهرستان ارینجبرگ، کارولینای جنوبی درآمد و در سال ۲۰۰۳ عضو هیئت مدیره اتاق بازرگانی لکسینگتون، کارولینای جنوبی شد.

## سفیر آمریکا در سازمان ملل

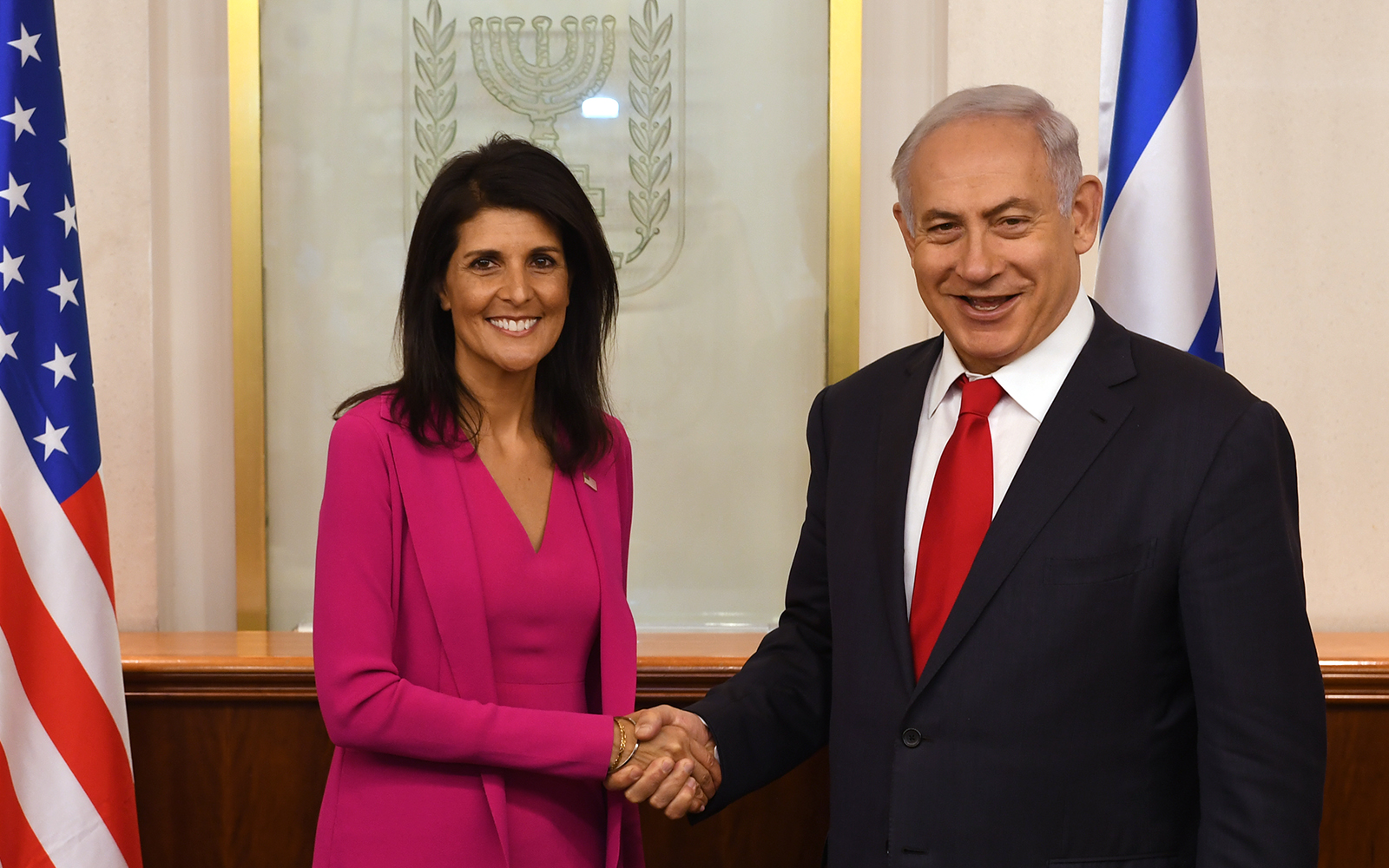
نیکی هیلی ژوئن 2017

در نوامبر ۲۰۱۶ میلادی، دونالد ترامپ اعلام کرد: قصد دارد نیکی هیلی را به عنوان سفیر آمریکا در سازمان ملل منصوب کند. در ۲۴ ژانویه ۲۰۱۷ مجلس سنای آمریکا، او را با ۹۶ رای موافق در مقابل ۴ رأی مخالف، به عنوان سفیر آمریکا در سازمان ملل تأیید کرد.
در ۵ آوریل ۲۰۱۷ هیلی در سخنان خود در شورای امنیت سازمان ملل، یک روز پس از حمله شیمیایی ۲۰۱۷ خان شیخون، گفت: روسیه، اسد و ایران علاقه‌ای به صلح ندارند و اگر در پاسخ کاری صورت نگیرد چنین حملاتی تکرار خواهند شد. او در تاریخ ۹ اکتبر ۲۰۱۸ از سمت خود استعفا داد. رئیس‌جمهور آمریکا این خبر را در توییتر خود اعلام کرده‌است.

### ایران
هیلی روز پنجشنبه ۲۳ آذر ۱۳۹۶ موشکی را به خبرنگاران نشان داد که به گفته او از عربستان به واشینگتن انتقال داده شده‌است. وی اظهار داشت که این موشک، همان موشک بالستیکی است که حوثی‌های یمن به فرودگاه ریاض پرتاب کرده بودند. به گفته این مقام آمریکایی این موشک آرم/نشان گروه صنعتی شهید باقری را روی خود داشته و با مشخصات موشک‌های ایرانی همخوانی دارد. نیکی هیلی تأکید کرد ایران قطعنامه شورای امنیت و برجام را نقض کرده و گفت، اکنون کشورهای دنیا مشاهده می‌کنند که برجام رفتار ایران را عوض نکرده و ایران به رفتارهای بی‌ثبات‌کننده اش در یمن، عراق، سوریه و لبنان ادامه می‌دهد. به گفته نیکی هیلی، هیچ گروه تروریستی در منطقه نیست که ایران از آن حمایت نکند. نماینده آمریکا، در بخشی دیگر از سخنان خود، خواستار همصدایی کشورهای جهان در مقابل ایران شد. وی گفت آمریکا درصدد است این موضع را در شورای امنیت پیگیری کند. نیکی هیلی افزود، دونالد ترامپ رئیس‌جمهور آمریکا به همین سبب بود که از امضای برجام خودداری کرد و آن را به کنگره ارجاع داد.
محمدجواد ظریف، وزیر امور خارجه ایران در پاسخ به این سخنان نیکی هیلی گفت: «طرف ایرانی علیه ادعای مطرح‌شده ازسوی آمریکا، در مورد تحویل تسلیحات به یمن، به سازمان ملل شکایت می‌کند».

## بعد از جدا شدن از دولت ترامپ
هیلی که پس کناره‌گیری از سمتش، همواره از اظهارنظر در خصوص عملکرد همکاران سابق خود در دولت اجتناب می‌کرد. پس از حمله طرفداران ترامپ به کنگره آمریکا، از جمله جمهوری‌خواهانی بود که ترامپ را در این خصوص مورد شماتت شدید قرار داد. وی در مصاحبه‌ای که در تاریخ ۱۲ ژانویه ۲۰۲۱ با مجله پلیتیکو انجام داد، عنوان کرد: 
من فکر می‌کنم ترامپ هر نوع حیات سیاسی را که زین پس انتظارش را داشت، از دست داد. ما باید اقرار کنیم که به او اجازه دادیم ما را با خودش پایین بکشد. ما نمی‌بایست به او گوش می‌دادیم و دنباله‌روی وی می‌بودیم. این قبیل اتفاقات هرگز نباید مجدد روی دهد.
 وی همچنین همچنین حمله ترامپ به معاون اولش مایک پنس را نفرت‌انگیز نامید.
همین انتقادات سرآغاز فاصله‌گرفتن این دو نفر از یکدیگر شد به طوری که وقتی هیلی تصمیم داشت در اواسط فوریه ۲۰۲۱ ملاقاتی با ترامپ در عمارت مار-ئه-لاگو متعلق به ترامپ داشته باشد، ترامپ حاضر نشد او را به حضور بپذیرد. هیلی معتقد است ترامپ آنقدر از صحنه سیاست آمریکا دور شده که بازگشت وی تقریباً غیرممکن است.
وی از حامیان ترور قاسم سلیمانی توسط دولت ترامپ بود.

## نظرها و خط مشی

### سقط جنین
هیلی خود را حامی زندگی توصیف می‌کند و به‌طور پیوسته از وضع قوانین ضد سقط جنین حمایت کرده‌است. وی در سال ۲۰۰۶ در مجلس نمایندگان کارولینای جنوبی به قانون مجازات آسیب رساندن به جنین که در آن خشونت و آسیب به جنین مشابه عمل مجرمانه علیه مادر تعریف شده، رای مثبت داد. در سال ۲۰۱۶، او در مقام فرماندار یک قانون جدید ایالتی را امضا کرد که سقط جنین را پس از ۲۰ هفته حاملگی ممنوع می‌کند.

### مالیات
یکی از اهداف هیلی کاهش مالیاتها است. او علیه قانونی رای داد که بر هر سیگار تولید شده مالیات اعمال می‌کرد.

### مهاجرت
هیلی که در خانواده‌ای مهاجر متولد و بزرگ شده‌است گفت: باید قوانین مهاجرت اجرا شوند. او در حمایت از قانونی که کارفرمایان را موظف می‌کند که قانونی‌بودن حضور و اقامت کارگران تازه‌کار را اثبات کنند رأی مثبت داد.